# Shelley Peterson
Shelley Peterson, né en 1952, est une actrice canadienne de télévision et de cinéma, femme de l'ancien premier ministre de l'Ontario de 1985 à 1990 David Peterson. Ils ont trois enfants : Benjamin, Chloe et Adam.